# Molo di New Brighton
Il molo di New Brighton è un molo proteso nell'oceano Pacifico a New Brighton presso Christchurch sull'Isola del Sud della Nuova Zelanda. Un primo molo di legno venne inaugurato il 18 gennaio 1894 per poi essere demolito il 12 ottobre 1965. Il molo attuale, in cemento, venne aperto il 1 novembre 1997. Il molo è uno dei simboli della città di Christchurch.

## Storia

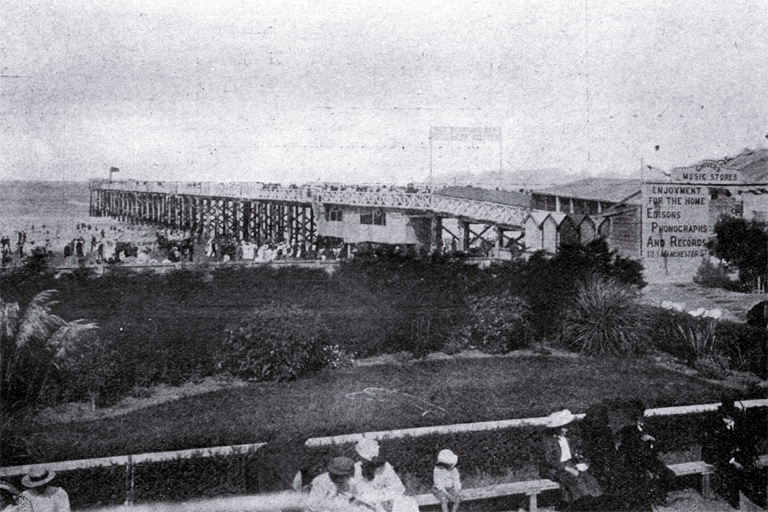
Il molo nel 1909

### Il primo molo
Il primo molo venne realizzato in legno. La sua costruzione iniziò nel 1891; il molo venne quindi inaugurato ufficialmente dal governatore della Nuova Zelanda, Lord Glasgow, il 18 gennaio 1894.
Tra gli alti dignitari presenti alla cerimonia di apertura figurarono anche il sindaco di Christchurch, Walter Cooper, il sindaco di Linwood, J. R. Brunt, e due membri della Camera dei rappresentanti, George John Smith e William Whitehouse Collins. Quel giorno iniziò a piovere appena dopo la conclusione della cerimonia di inaugurazione, cosicché si decise di posticipare lo spettacolo pirotecnico messo in programma per l'evento.
Il molo originario era lungo circa 210 metri. Furono avanzati piani riguardanti l'aggiunta alla fine del molo di una struttura coperta di forma ottagonale, ma non vennero mai attuati.
Col tempo, il molo deperì notevolmente, tanto che il consiglio cittadino ne ordinò la demolizione. Questa avvenne in appena quattro ore nella mattina del 12 ottobre 1965 durante la bassa marea.

### Il secondo molo

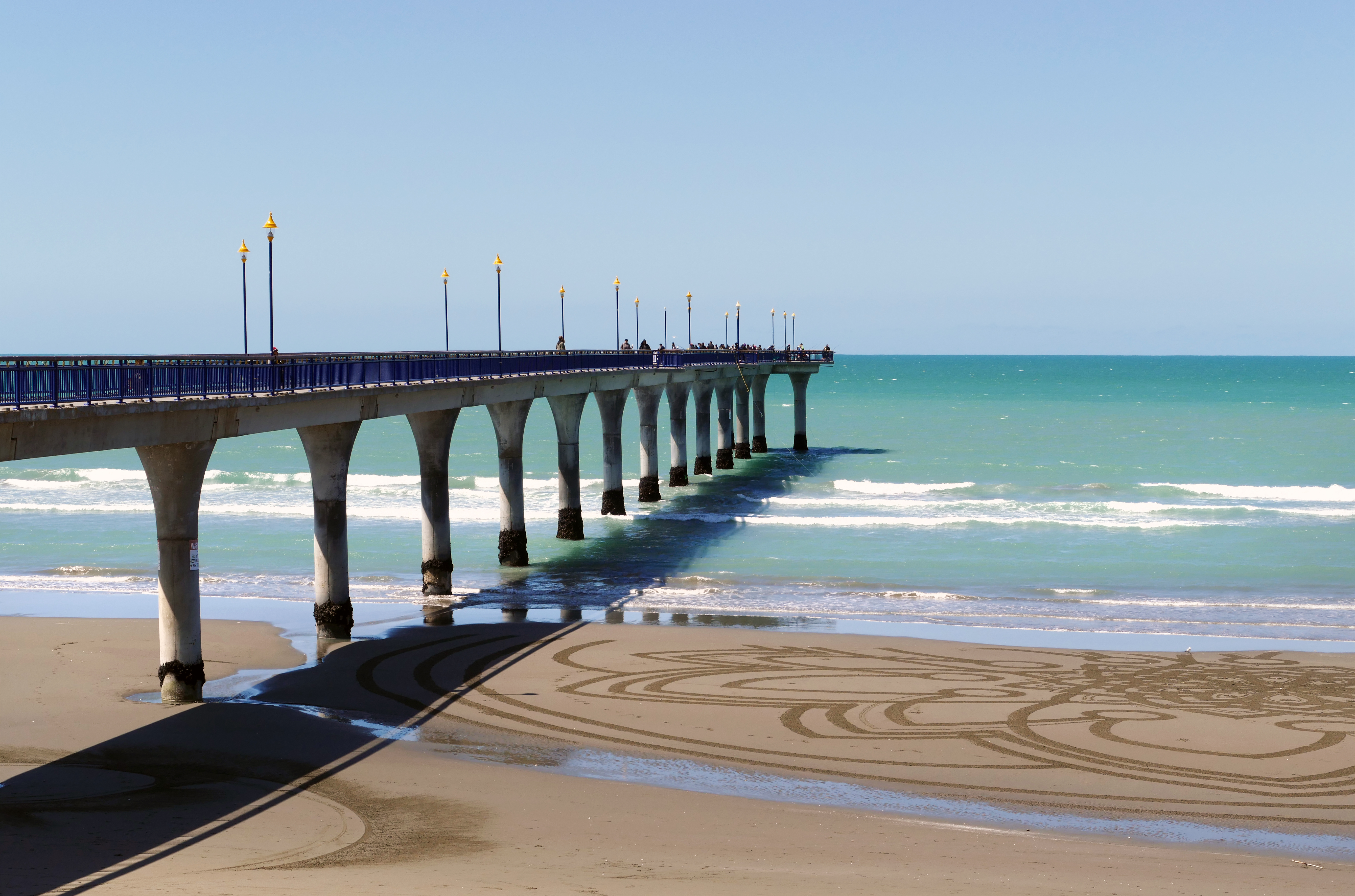
Il molo di New Brighton

Per oltre 30 anni gli abitanti di New Brighton continuarono a far pressione affinché venisse costruito un altro molo che rimpiazzasse il primo. La Pier and Foreshore Society si era battuta per salvare il molo originale e dopo la sua demolizione lottò affinché venisse realizzato un nuovo molo. Quando vennero raccolti 2 milioni di dollari neozelandesi, a questi si aggiunsero fondi stanziati dal consiglio cittadino di Christchurch, cosicché si poté progettare un nuovo molo in cemento. Questo venne costruito esattamente laddove prima sorgeva l'originale molo in legno, e venne aperto ufficialmente aperto il 1 novembre 1997. il molo attuale ha una lunghezza di 300 metri, cosa che ne fa il più lungo in tutta l'Australasia. 
Il molo ha riportato danni nei vari terremoti che si sono recentemente susseguiti nell'area di Christchurch; in particolare, il sisma del 2016 ha imposto la chiusura temporanea del molo e l'inizio di lavori di restauro e messa in sicurezza. I lavori cominciarono nel tardo 2016, durarono 18 mesi e costarono una cifra stimata tra gli 8 e i 9 milioni di dollari neozelandesi. Il molo di New Brighton è stato infine riaperto nel 2018.

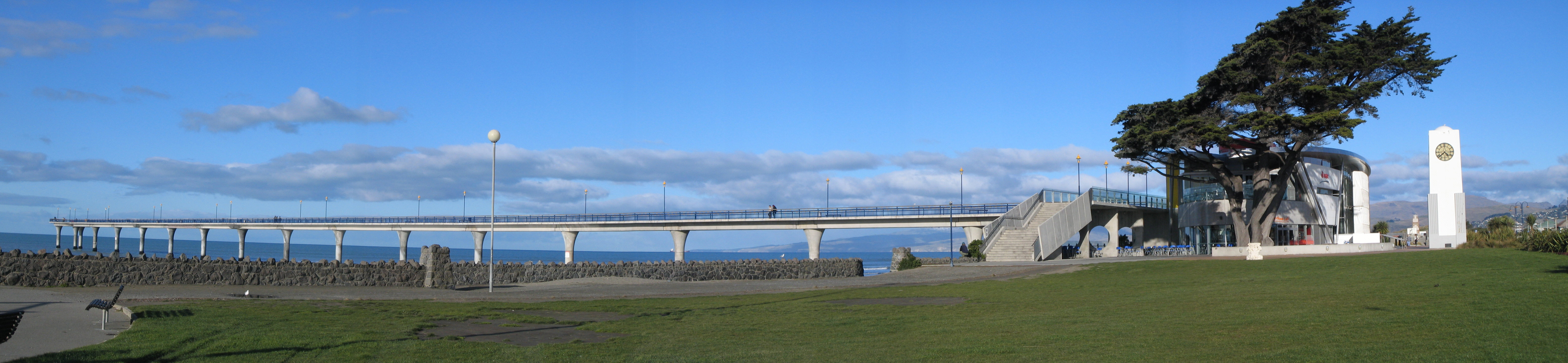
Panorama del nuovo molo